# Alex Bruce
Alex Stephen Bruce (Norwich, 28 september 1984) is een Noord–Iers voetballer die bij voorkeur als centrale verdediger speelt. Hij tekende in 2012 bij Hull City. Eén jaar later debuteerde hij voor Noord–Ierland.

## Clubcarrière
In 1998 kwam Bruce in de jeugdacademie van Manchester United terecht. Drie jaar later trok hij naar Blackburn Rovers, dat hem tijdens het seizoen 2004/05 uitleende aan Oldham Athletic. In 2005 tekende de centrumverdediger bij Birmingham City, dat hem uitleende aan Oldham Athletic, Sheffield Wednesday en Tranmere Rovers. In 2006 ging hij naar Ipswich Town, dat hem in 2010 kort uitleende aan Leicester City. In 2010 werd de Noord–Iers international verkocht aan Leeds United. In 2011 werd hij kortstondig uitgeleend aan Huddersfield Town. In 2012 tekende hij bij Hull City, waarmee hij in zijn eerste seizoen promoveerde naar de Premier League. Bruce speelde eerder zes wedstrijden in de Premier League bij Birmingham City. In 2015 degradeerden The Tigers naar de Championship.

## Interlandcarrière
Op 23 mei 2007 maakte Bruce zijn opwachting als Iers international in een vriendschappelijke wedstrijd tegen Ecuador. In juli 2011 besloot hij om voor Noord–Ierland uit te komen. Dit was mogelijk omdat hij nog geen enkele officiële interland voor Ierland heeft gespeeld. Op 6 februari 2013 debuteerde de centrumverdediger voor Noord–Ierland in een oefeninterland tegen Malta.